# Тихомиров, Михаил Андреевич
Михаил Андреевич Тихомиров (1848, Смоленская губерния — 1902, Киев) — русский анатом, профессор и декан медицинского факультета киевского университета Св. Владимира.

## Биография
Родился 24 октября 1848 года[по какому календарю?] в селе Тихомировка Смоленской губернии в дворянской семье. У него было два брата — А. А. Тихомиров, зоолог и ректор Московского университета и В. А. Тихомиров — учёный в области фармации. Михаил Андреевич как и два его родных брата выбрали науку и все три успешно окончили университеты.
После окончания Смоленской гимназии в 1866 году поступил на медицинский факультет Московского университета, который окончил в 1869 году. Затем поступил в Императорскую медико-хирургическую академию, которую окончил в 1872 году. Был арестован 3 февраля 1870 года по «Нечаевскому делу»; в мае 1871 года был оправдан «за недостатком улик».
В 1874 году был приглашён на кафедру анатомии человека медицинского факультета Московского университета, где проработал 16 лет. Одновременно с преподаванием он работал во 2-й городской больнице (1877—1892); руководил анатомическими вскрытиями в лаборатории московского зоологического сада (1879—1884); преподавал анатомию человека в Московском училище живописи, ваяния и зодчества (1877—1891). В 1880 году удостоен Московским университетом степени доктора медицины за диссертацию «Распределение и взаимное отношение артерий большого мозга у человека».
В 1890 году избран медицинским факультетом Киевского университета экстраординарным профессором кафедры нормальной анатомии и в 1891 году он переехал в Киев. С 1895 года — ординарный профессор. В 1898 году был избран на должность декана медицинского факультета, на которой и скончался 19 мая 1902 года. Кроме того с 1894 года он преподавал анатомию в киевской Мариинской общине Русского общества Красного Креста.

## Научные работы
Основные научные работы посвящены проблемам эволюционной морфологии.
- 1900 — На основе сравнительной эмбриологии человека и животных показал развитие кровеносной системы человека.
- Дал анатомическое описание артерий головного мозга.
- Исследовал варианты и аномалии сосудистой системы человека.
- Опираясь на данные сравнительной анатомии и онтогенеза, выяснил закономерности филогенеза кровеносной системы.
- Описал и систематизировал разные варианты центрального анастомоза и васкуляризацию центральной области головного мозга.

## Научные труды и литература
- Тихомиров М. А. Распределение и взаимное отношение артерий большого мозга у человека // Изв. императ. Об-ва любителей естествозн., антропологии и этнографии. — 1880. — 24, В. 2. — С. 1—120.

## Членство в обществах
- 1875—1902 — Основатель и член Московского медицинского общества.
- 1878—1902 — Член общества любителей естествознания, антропологии и этнографии.
- 1879—1902 — Член Российского общества акклиматизации растений и животных.
- 1900—1902 — Основатель и член Киевского физико-медицинского общества.